# Museo de la Vivienda Tradicional Local
Museo de la Vivienda Tradicional Local, también conocido como Museo de la Vivienda Chilena, es un museo ubicado en el sector denominado Bosque Santiago del Parque Metropolitano de Santiago.

## Historia
La idea de presentar un museo con representaciones a escala real de viviendas tradicionales de Chile fue desarrollada por Manuel Dannemann, académico del Departamento de Antropología de la Universidad de Chile, a partir del año 2002. En 2011 se firmó un convenio entre la Universidad de Chile y el Parque Metropolitano de Santiago para poder desarrollar el museo en un espacio de 5 hectáreas; ese mismo año el museo pasó a formar parte de la Red de Arquitectura Vernácula Iberoamericana.
El museo abrió sus puertas al público de forma oficial el 21 de junio de 2019, coincidiendo con la conmemoración del Día Nacional de los Pueblos Indígenas en Chile. La construcción de las viviendas estuvo a cargo de la Universidad de Chile, mientras que el paisajismo, senderos y señalética fueron desarrolladas por la Escuela de Diseño de la Universidad Diego Portales.

## Exhibición
El Museo de la Vivienda Tradicional Local comprende hacia 2024 la exhibición de réplicas de nueve viviendas diferentes:
1. Hare Paenga (Rapa Nui). Consta de una base de piedra, con una cubierta de ramas de palma, totora y coirón.
2. Vivienda selk'nam (Timaukel, Tierra del Fuego). Fabricada con varas de lenga.
3. Casa de tejuelas (Chadmo, Chiloé). Elaborada con tejuelas de alerce.
4. Rukatraro (Nueva Imperial, región de La Araucanía). Estructura hecha de roble y techo de paja.
5. Casa de canogas (Trapa Trapa, Alto Biobío). Fabricada con tablones de madera de roble en forma cóncava y convexa.
6. Cocalán (Las Cabras, región de O'Higgins). Su techumbre es hecha con pencas de palma chilena.
7. Cajón de La Magdalena (Cartagena, región de Valparaíso). Hecha con troncos de árboles nativos, como el roble. En 2022 los alumnos de arquitectura de la Universidad de Chile terminaron el adobe de dicha vivienda.[10]
8. Tilama (región de Coquimbo). Su estructura es de varas delgadas de diferentes especies vegetales y su techo es de paja de trigo centeno.
9. Tangue (región de Coquimbo). Construida con madera recubierta de barro y techo de totora.